# Медведское сельское поселение (Новгородская область)
Медве́дское сельское поселение — муниципальное образование в Шимском муниципальном районе Новгородской области России.
Административный центр — село Медведь.

## География
Территория сельского поселения расположена в Приильменской низменности, на западе Новгородской области, на севере Шимского района. По территории протекают реки Мшага, Ушно и др.

## История
Медведское сельское поселение было образовано в соответствии с законом Новгородской области от 11 ноября 2005 года № 559-ОЗ.

## Население
| 2010  | 2012  | 2013  | 2014  | 2015  | 2016  | 2017  |
| ----- | ----- | ----- | ----- | ----- | ----- | ----- |
| 2398  | ↗2419 | ↘2413 | ↘2400 | ↘2305 | ↘2277 | ↘2247 |
| 2018  | 2021  |       |       |       |       |       |
| ↘2192 | ↘1658 |       |       |       |       |       |

## Состав сельского поселения
| №  | Населённый пункт | Тип населённого пункта       | Население |
| -- | ---------------- | ---------------------------- | --------- |
| 1  | Большие Угороды  | деревня                      | 68        |
| 2  | Ванец            | деревня                      | 15        |
| 3  | Верхний Прихон   | деревня                      | 289       |
| 4  | Вешка            | деревня                      | 8         |
| 5  | Взъезды          | деревня                      | 35        |
| 6  | Высоково         | деревня                      | 16        |
| 7  | Горное Веретье   | деревня                      | 45        |
| 8  | Закибье          | деревня                      | 199       |
| 9  | Заречье          | деревня                      | 9         |
| 10 | Клевенец         | деревня                      | 3         |
| 11 | Костково         | деревня                      | 4         |
| 12 | Любач            | деревня                      | 22        |
| 13 | Малые Угороды    | деревня                      | 24        |
| 14 | Медведь          | село, административный центр | 951       |
| 15 | Межник           | деревня                      | 35        |
| 16 | Менюша           | деревня                      | 220       |
| 17 | Нижний Прихон    | деревня                      | 38        |
| 18 | Новое Веретье    | деревня                      | 89        |
| 19 | Раглицы          | деревня                      | 27        |
| 20 | Сосенка          | деревня                      | 12        |
| 21 | Старое Веретье   | деревня                      | 29        |
| 22 | Старый Медведь   | деревня                      | ↘235      |
| 23 | Ушно             | деревня                      | 9         |
| 24 | Шарок            | деревня                      | 11        |
| 25 | Щелино           | деревня                      | 5         |

## Транспорт
По территории сельского поселения проходит автодороги: Р52, ведущая в Шимск до автотрассы А116 и до посёлка при станции Уторгош (далее до автотрассы М20 (E 95)), а также дороги из села Медведь в деревню Менюша, села Медведь в деревню Новое Овсино и др.